# Eudoxochiton inornatus
Eudoxochiton inornatus är en blötdjursart som först beskrevs av Tenison Woods 1881.  Eudoxochiton inornatus ingår i släktet Eudoxochiton och familjen Ischnochitonidae.
Artens utbredningsområde är Tasmanien. Inga underarter finns listade i Catalogue of Life.